# Aleksandr Mirónov
Aleksandr Mirónov es un ciclista profesional ruso nacido en Orel (Óblast de Oriol), el 22 de enero de 1984.
Debutó como profesional el año 2006 con el equipo ruso Premier. En 2011, dio el salto a la primera categoría, el ProTour, de la mano de  Katusha, tras haber estado dos años en sus equipos filiales. En 2012 fichó por el nuevo equipo, también ruso, del RusVelo.

## Palmarés
2008
- 1 etapa del Rhône-Alpes Isère Tour
- 1 etapa del Way to Pekin
- 1 etapa del Baltyk-Karkonosze Tour

2009
- 1 etapa del Circuito Montañés

2010
- Trofeo Franco Balestra
- 1 etapa del Tour de Normandía
- Memorial Oleg Dyachenko
- 3.º en el Campeonato de Rusia en Ruta

2012
- 1 etapa del Gran Premio de Adigueya

## Equipos
- Premier (2006)
- Rietumu Bank-Riga (2007-2008)
- Katyusha CT (2009)
- Itera-Katusha (2010)[1]
- Katusha (2010[2] -2011)
  - Team Katusha (2010)[2]
  - Katusha Team (2011)
- RusVelo (2012)